# Pont de Valarties
Pont de Valarties és una obra d'Arties al municipi de Naut Aran (Vall d'Aran) inclosa a l'Inventari del Patrimoni Arquitectònic de Catalunya.

## Descripció
Pont de pedra d'un sol arc amb baranes; desaparegut per la riuada del segle passat.

## Història
La situació especial d'aquesta població -creuada per les dues corrents- sembla justificar l'etimologia de son nom (arties: significa en basc entre dues aigües), i degut al fort desnivell d'ambdós rius, la població queda lliure d'inundacions; té dos ponts de pedra.